# Napójka
Napójka (Euthrix) – rodzaj motyli z rodziny barczatkowatych.

## Morfologia
Motyle o krępej budowy ciele. Głowa jest zaopatrzona w owłosione oczy złożone, obustronnie grzebieniaste czułki, dobrze rozwinięte głaszczki i uwstecznioną ssawkę, natomiast pozbawiona jest przyoczek. Użyłkowanie skrzydła przedniego charakteryzuje się drugą żyłką radialną (R2) sięgającą przedniego brzegu skrzydła, trzecią żyłką radialną (R3) sięgającą jego wierzchołka, odcinkiem wspólnym tych żyłek (R2+3) bardzo krótkim, a żyłką postkubitalną dobrze widoczną (Pcu). Użyłkowanie skrzydła tylnego cechuje się szeroką komórką nasadową oraz obecnością długiej żyłki poprzecznej łączącej żyłkę radialną ze wspólnym odcinkiem pierwszej jej odnogi i żyłki subkostalnej (Sc+R1). Odnóża tylnej pary mają golenie o stosunkowo długich ostrogach.
Gąsienice są silnie owłosione. Największe pędzelki włosków leżą na grzbietowej stronie drugiego i jedenastego segmentu ich ciała.

## Ekologia i występowanie
Gąsienice są polifagicznymi foliofagami, żerującymi od zewnątrz (egzofagicznie) na trawach, w tym na kosmatkach, kupkówkach, pałkach, perzach, stokłosach, śmiałkach, trzcinach, trzcinnikach, turzycach i wyczyńcach. Przepoczwarczają się we wrzecionowatego kształtu oprzędach. Stadium zimującym jest gąsienica.
Przedstawiciele rodzaju zamieszkują krainę palearktyczną i północne skraje krainy orientalnej.

## Taksonomia
Takson ten wprowadzony został w 1830 roku Johanna Wilhelma Meigena, który jego gatunkiem typowym wyznaczył Phalaena potatoria, opisaną w 1758 roku przez Karola Linneusza na łamach dziesiątego wydania Systema Naturae. Do rodzaju tego zalicza się 14 opisanych gatunków:
- Euthrix albomaculata Bremer, 1861
- Euthrix decisa (Walker, 1855)
- Euthrix fossa Swinhoe, 1897
- Euthrix hani (de Lajonquière, 1978)
- Euthrix imitatrix de Lajonquière
- Euthrix improvisa de Lajonquière
- Euthrix isocyma Hampson, 1892
- Euthrix laeta (Walker, 1855)
- Euthrix lao Zolotuhin, 2001
- Euthrix ochreipuncta Wileman
- Euthrix orboy Zolotuhin, 1998
- Euthrix potatoria (Linnaeus, 1758) – napójka łąkówka
- Euthrix sherpai Zolotuhin, 2001
- Euthrix tsini (de Lajonquière, 1978)
- Euthrix vulpes Zolotuhin, 2001